# Gerichtsbezirk Ferlach

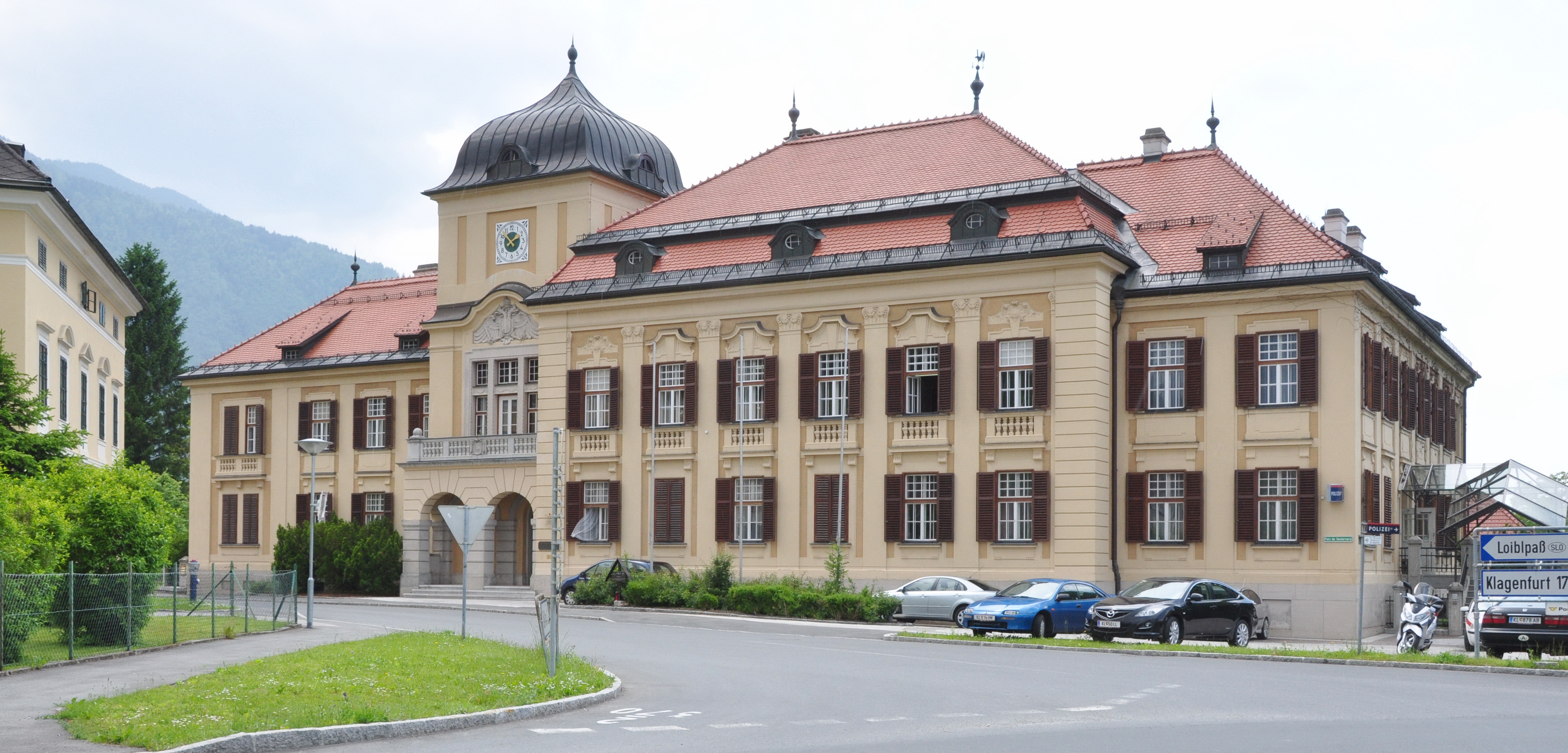
Bezirksgericht Ferlach

Der Gerichtsbezirk Ferlach ist einer von elf Gerichtsbezirken in Kärnten und umfasst einen Teil der Gemeinden im Bezirk Klagenfurt-Land. Der übergeordnete Gerichtshof ist das Landesgericht Klagenfurt.

## Gerichtssprengel
Einwohner: Stand 1. Jänner 2024

### Städte
- Ferlach (7.464 Ew.)

### Marktgemeinden
- Feistritz im Rosental (2.533 Ew.)

### Gemeinden
- Sankt Margareten im Rosental (1.088 Ew.)
- Zell (584 Ew.)